# Zdětín (district de Mladá Boleslav)
Pour les articles homonymes, voir Zdětín.
Zdětín (en allemand : Zdietin) est une commune du district de Mladá Boleslav, dans la région de Bohême-Centrale, en République tchèque. Sa population s'élevait à 602 habitants en 2020.

## Géographie
Zdětín se trouve à 3 km au nord-nord-ouest de Benátky nad Jizerou, à 14 km au sud-ouest de Mladá Boleslav et à 38 km au nord-est de Prague.
La commune est limitée par Chotětov au nord, par Horky nad Jizerou à l'est, par Benátky nad Jizerou au sud-est et au sud, par Sedlec au sud-ouest et par Dolní Slivno à l'ouest.

## Histoire
La première mention écrite de la localité date de 1252.